# HBC Nantes
HBC Nantes er et fransk herrehåndboldhold fra Nantes. Holdet spiller i LNH Division 1 pr. 2019 og i herrernes EHF Champions League.

## Aktuel trup

### Spillertruppen 2019-20
| \| Målvogter - 01 Cyril Dumoulin - 16 Emil Nielsen Venstre fløj - 07 Valero Rivera - 14 Julian Emonet Højre fløj - 09 Sebastian Augustinussen - 19 David Balaguer Stregspiller - 05 Senjamin Burić - 10 Dragan Pechmalbec - 11 Nicolas Tournat \| Venstre back - 02 Antonio García Robledo - 06 Olivier Nyokas - 08 Alexandre Cavalcanti - 13 Rock Feliho Playmaker - 04 Rok Ovniček - 15 Aymeric Minne Højre back - 17 Kiril Lazarov - 18 Eduardo Gurbindo \| - Officiel hjemmeside (fransk) | |
| Målvogter - 01 Cyril Dumoulin - 16 Emil Nielsen Venstre fløj - 07 Valero Rivera - 14 Julian Emonet Højre fløj - 09 Sebastian Augustinussen - 19 David Balaguer Stregspiller - 05 Senjamin Burić - 10 Dragan Pechmalbec - 11 Nicolas Tournat | Venstre back - 02 Antonio García Robledo - 06 Olivier Nyokas - 08 Alexandre Cavalcanti - 13 Rock Feliho Playmaker - 04 Rok Ovniček - 15 Aymeric Minne Højre back - 17 Kiril Lazarov - 18 Eduardo Gurbindo |